# Chalmaison
Chalmaison ist eine französische Gemeinde mit 758 Einwohnern (Stand 1. Januar 2022) im Département Seine-et-Marne in der Region Île-de-France. Sie gehört zum Arrondissement Provins und zum Kanton Provins. Die Einwohner nennen sich Chalmaisonais.
Im westlichen Gemeindegebiet verlaufen parallel die Flüsse Voulzie und Ruisseau des Méances.

## Geschichte
Auf dem Gebiet von Chalmaison wurden prähistorische und gallo-römische Funde gemacht.
Der Ort wird 1130 erstmals urkundlich überliefert. Die erste Grundherr hieß wie der Ort auch Charlemaison, das zu Chalmaison wurde.

## Bevölkerungsentwicklung
| Jahr      | 1962 | 1968 | 1975 | 1982 | 1990 | 1999 | 2007 |
| Einwohner | 388  | 364  | 380  | 394  | 616  | 653  | 687  |

## Persönlichkeiten
- Abbé Henry Menardais (1882–1956) war von 1934 bis 1952 Pfarrer in Chalmaison. 1998 wurde er postum als Gerechter unter den Völkern geehrt.

## Sehenswürdigkeiten

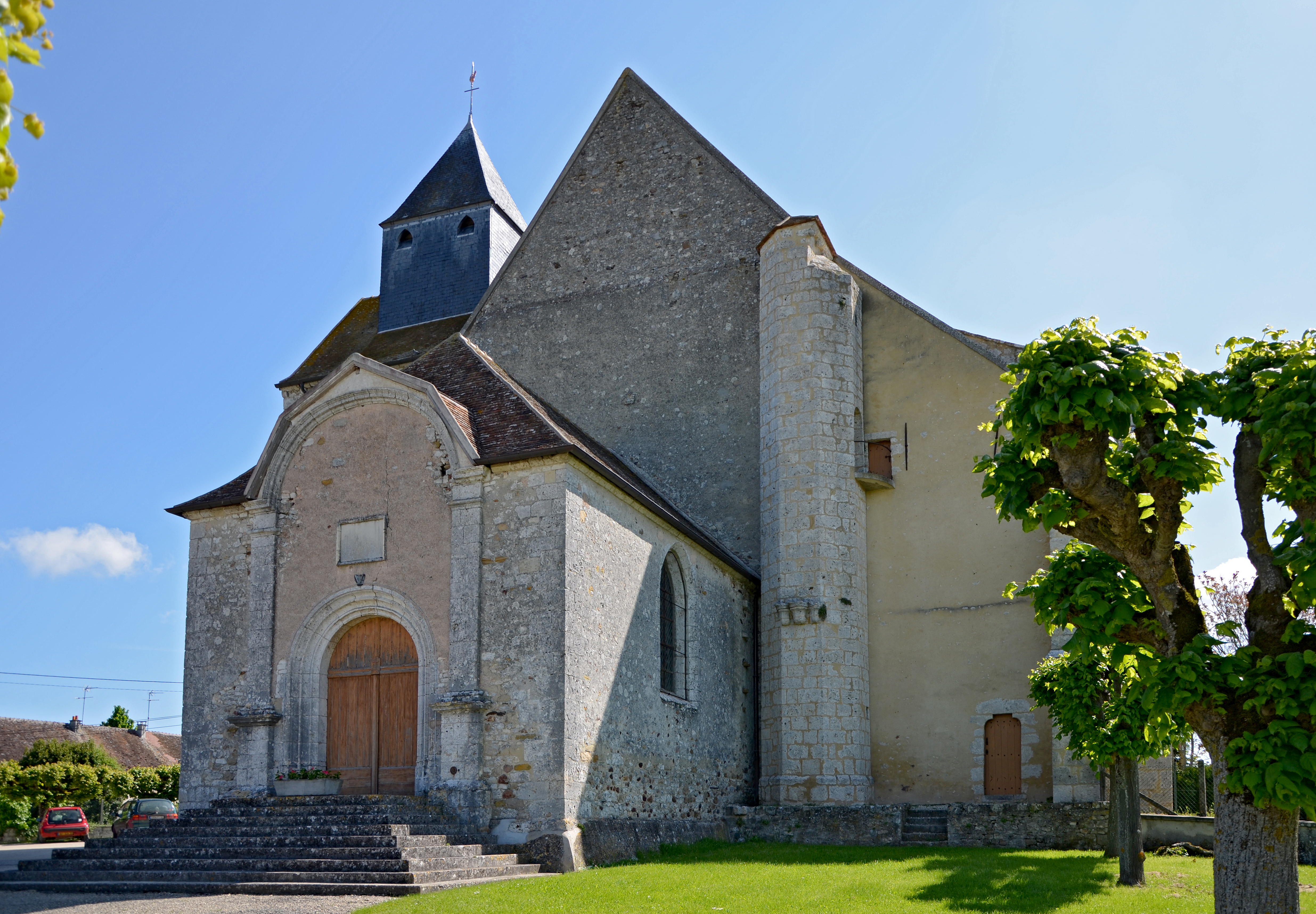
Kirche Saint-Étienne

Siehe auch: Liste der Monuments historiques in Chalmaison
- Kirche Saint-Étienne, erbaut ab dem 13. Jahrhundert (Monument historique)
- Château de Tachy, erbaut im 17. und 18. Jahrhundert